# Törpebors
A törpebors (Peperomia) a borsvirágúak (Piperales) rendjébe, ezen belül a borsfélék (Piperaceae) családjába tartozó növénynemzetség, mely összesen 1416 elfogadott fajnak ad otthont.

## Leírás
A törpeborsfajok Amerika trópusi, illetve szubtrópusi esőerdeiben élnek, néhány faj fán élő epifiton. A fajok legtöbbje Közép- és Dél-Amerika területén őshonos. Többségük szobanövény, sokan azonban nincsenek forgalomban. A gyűjtőkhöz kerülő különleges változatok zöme arborétumokban, botanikai kertekben lelhető fel. 

## Ismert fajok
Szobanövényként a ráncoslevelű törpebors (Peperomia caperata), a nagylevelű törpebors (Peperomia magnoliifolia), a húsos, kerek leveleivel díszítő borsarc (Peperomia obtusifolia) és a márványlevélként ismert Peperomia argyreia kerül leggyakrabban a kertészeti üzletek polcaira.